# Sayuri Yamaguchi
Pour les articles homonymes, voir Yamaguchi.
Sayuri Yamaguchi (山口 小百合, Yamaguchi Sayuri), née le 25 juillet 1966, est une joueuse internationale de football japonaise. Elle évoluait au poste de défenseur.

## Biographie
Le 6 septembre 1981, elle fait ses débuts avec l'équipe nationale japonaise, lors d'un match contre l'Angleterre. 
Elle participe à trois reprises à la Coupe d'Asie, en 1986, 1991 et 1993. Elle atteint la finale de cette compétition en 1986 et 1991.
Elle dispute également la Coupe du Monde 1991 organisée en Chine. 
Elle compte 29 sélections pour 1 but en équipe nationale du Japon entre 1981 et 1993.

## Statistiques
Le tableau ci-dessous présente les statistiques de Sayuri Yamaguchi en équipe nationale :
| Équipe du Japon | Équipe du Japon | Équipe du Japon |
| Année           | Matchs          | Buts            |
| --------------- | --------------- | --------------- |
| 1981            | 2               | 0               |
| 1982            | 0               | 0               |
| 1983            | 0               | 0               |
| 1984            | 3               | 0               |
| 1985            | 0               | 0               |
| 1986            | 13              | 0               |
| 1987            | 0               | 0               |
| 1988            | 0               | 0               |
| 1989            | 0               | 0               |
| 1990            | 1               | 0               |
| 1991            | 9               | 1               |
| 1992            | 0               | 0               |
| 1993            | 1               | 0               |
| Total           | 29              | 1               |

## Palmarès

### En équipe nationale
- Finaliste de la Coupe d'Asie en 1986 et 1991
- Troisième de la Coupe d'Asie en 1993

### En club
Avec le Shimizudaihachi SC :
- Vainqueur de la Coupe du Japon en 1981, 1982, 1983, 1984, 1985 et 1986
- Finaliste de la Coupe du Japon en 1987

Avec le Suzuyo Shimizu FC Lovely Ladies :
- Championne du Japon en 1989
- Vice-championne du Japon en 1990, 1991, 1992, 1993
- Vainqueur de la Coupe du Japon en 1991
- Finaliste de la Coupe du Japon en 1989 et 1990

Tasaki Perule FC :
- Vainqueur de la Coupe du Japon en 1999
- Finaliste de la Coupe du Japon en 2000